# Helmut Westermann
Helmut Westermann (* 19. Julijul. / 31. Juli 1895greg. in Mitau; † 30. März 1967 in Berlin) war ein deutsch-baltischer Komponist.

## Leben
Helmut Westermann wurde in einer deutsch-baltischen Familie als siebtes von zwölf Kindern 1895 in Mitau (heute Jelgava) als Sohn des Bankiers Otto Ernst Westermann (1862–1927), der das von Ernst von Westermann 1849 gegründete Bankhaus in der dritten Generation fortführte, und dessen Ehefrau Elisabeth (geb. Unverhau; 1863–1943) geboren.
Seine Kindheit war beeinträchtigt durch eine schwere Rachitiserkrankung. Er erhielt Klavier- und Geigenunterricht. Die ersten Kompositionsversuche kamen bei Hauskonzerten in der Familie zur Aufführung. Nach dem Abitur 1916 an der Landesschule Mitau bewarb er sich 1918 vergeblich an der Musikhochschule in Berlin. Er ging nach München und studierte zunächst Germanistik und Kunstgeschichte, ab 1920 Musikwissenschaft und Komposition bei Adolf Sandberger, Heinrich Kaminski und Carl Orff.
1925 zog er von München nach Berlin. Seit 1927 war er mit der auch aus Mitau stammenden Malerin Hilde Westermann (geb. Eckert; 1901–1958) verheiratet und hatte eine Tochter, Werena (geb.1934), und zwei Söhne, die Zwillinge Arnim und Rainer (geb.1938).
Westermann schrieb eine Reihe Lieder mit Texten von Stefan George und Alfred Mombert, vor allem mit Texten von Hilde Westermann. Der Dirigent Karl Ristenpart brachte verschiedene Orchesterwerke zur Aufführung: Bratschenkonzert op. 34, Violinkonzert op. 37, Cellokonzert op. 40. Mit der Aufführung „Mutter singt“, Vier Lieder für Frauenstimme und Streichorchester, Text Hilde Westermann, nahm Ristenpart nach dem Krieg am 16. Dezember 1945 wieder seine Tätigkeit in Berlin auf. Westermann fand 1948 eine Anstellung als Lektor in der Musikabteilung des RIAS-Berlin.
Er sah sich nach dem Krieg nicht mehr in der Lage zu komponieren. Stattdessen griff er eine Ende der 1920er Jahre entwickelte, aber in der Zeit des Nationalsozialismus nicht weiter verfolgte Idee auf, eine neue Kunstform zu schaffen, die er Vidamik (Visuelle Dynamik) nannte.

## Werke (Auswahl)
- op. 6: Vier Lieder für mittlere Stimme und Klavier. Texte von Stefan George und Alfred Mombert. Verlag der Vienna Edition Rudolf Jannig, Musikverlag Wien, 1928
- op. 31: Spielmusik für Streichorchester und Soli (1936). Henry Litollfs Verlag, Braunschweig 1937
- op. 34: Konzertante Musik für Bratsche und Streichorchester. Simrock, Hamburg-London 1958[6]
- op. 37: Konzertante Musik für Violine und Streichorchester (1938)
- op. 39: Mutter singt. Vier Lieder für mittlere Frauenstimme und Klavier oder Streichquartett. Text Hilde Westermann (1939)
- op. 40: Konzertante Musik für Cello und Streichorchester (1941)